# موج طوفان
موج طوفان فیلمی به کارگردانی و نویسندگی منوچهر احمدی محصول سال ۱۳۵۹ است.

## خلاصه داستان
در یکی از بنادر جنوب صیادی (بندرمقام) به نام عاشور بزرگ‌ترین مروارید را صید می‌کند. سودجویان و دلالهای مروارید درصددند تا مروارید را از چنگ او درآورند. بین عاشور و دلال‌ها نزاع سختی درمی‌گیرد. عاشور ناخواسته یکی از آن‌ها را به قتل می‌رساند و به همراه همسر و فرزندش می‌گریزد. دلال‌های مروارید با اجیر کردن فردی به تعقیب او می‌پردازند. اهالی روستای ساحلی بندرمقام ابتدا با عاشور همدردی می‌کنند و سپس همراه او ضد باند دلالان و سودجویان می‌شورند.

## بازیگران
- منوچهر احمدی
- محبوبه بیات
- هادی اسلامی
- بهروز مسروری
- عنایت‌الله بخشی
- شاهرخ غیاثی
- گلچهره سجادیه
- خلیل انصاری
- ابوالقاسم بهادر
- ناصر اشکانی
- رباع مقامی
- سعید کمیجانی
- حسین حقیقی
- معصومه تقی‌پور
- یوسف جاسمی
- یوسف توبک
- نوشاد دوست